# PH Plaza Credicorp Bank Panama
Le PH Plaza Credicorp Bank Panama est un gratte-ciel de bureaux de 146 mètres de hauteur construit à Panama en 1997. 
L'architecte de l'immeuble est Richard Holzer